# Artéria laríngea superior
A artéria laríngea superior é uma artéria do pescoço, inserida no rolo vasculonervoso laríngeo superior- “In Acúrcio’s Anatomy”.
Encontra-se bastante visível ao realizar uma disseção do pescoço, ao nivel da laringe.